# Martinus van Regteren Altena
Martinus (Mart) van Regteren Altena (Amsterdam, 19 september 1866 – Nunspeet, 10 oktober 1908) was een Nederlands schilder en graficus.

## Leven en werk
Van Regteren Altena, lid van de familie Altena, was een zoon van mr. Johan Quirijn van Regteren Altena (1832-1915), commissaris van de Deli Maatschappij, en Gerardina Maria Jonker (1836-1910). Hij kwam uit een artistiek gezin, zijn zus Marie schilderde en was een van de Amsterdamse Joffers, zus Jo was ontwerpster. Hij trouwde in 1897 met Alida Maria (Ada) Pook van Baggen (1867-1932). Uit dit huwelijk werden drie kinderen geboren, onder wie de textielkunstenares Juul van Regteren Altena.
Van Regteren Altena studeerde in 1890 af als bouwkundig ingenieur aan de Polytechnische School te Delft. Hij koos voor de schilderkunst en volgde lessen aan de Rijksacademie in Amsterdam (1891-1894) en bij Willem de Zwart. In 1895 was hij medeoprichter van de vereniging 'Voor de Kunst', hij was ook lid van Arti et Amicitiae. Hij exposeerde meerdere malen en was een niet onverdienstelijk schilder van portretten, figuur- en genrevoorstellingen. Van Regteren Altena maakte reizen door Europa en woonde na zijn huwelijk twee jaar in Parijs. In 1902 vestigde het gezin zich in Laren en vier jaar later in Bussum. Hij exposeerde nog bij de tentoonstelling van Levende Meesters in 1907 in Amsterdam, maar moest door tuberculose stoppen met schilderen. Hij overleed een jaar later, op 42-jarige leeftijd.

## Werken (selectie)

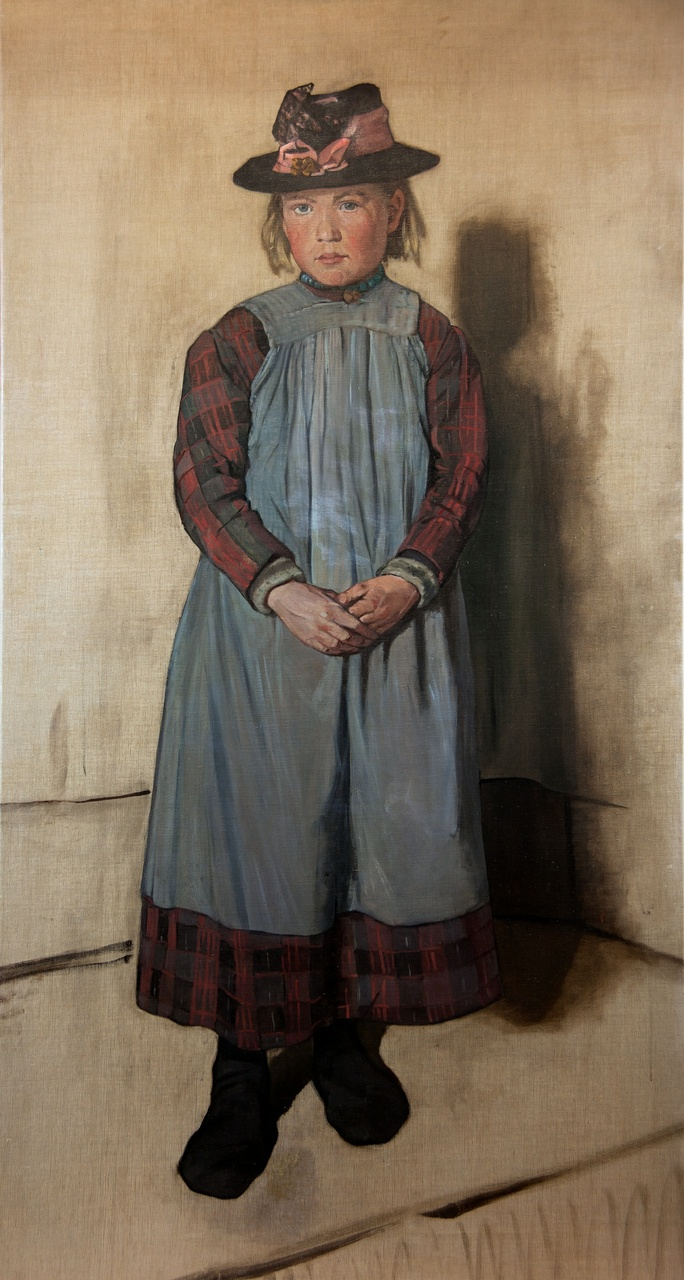
Staand Larens meisje, Teylers Museum
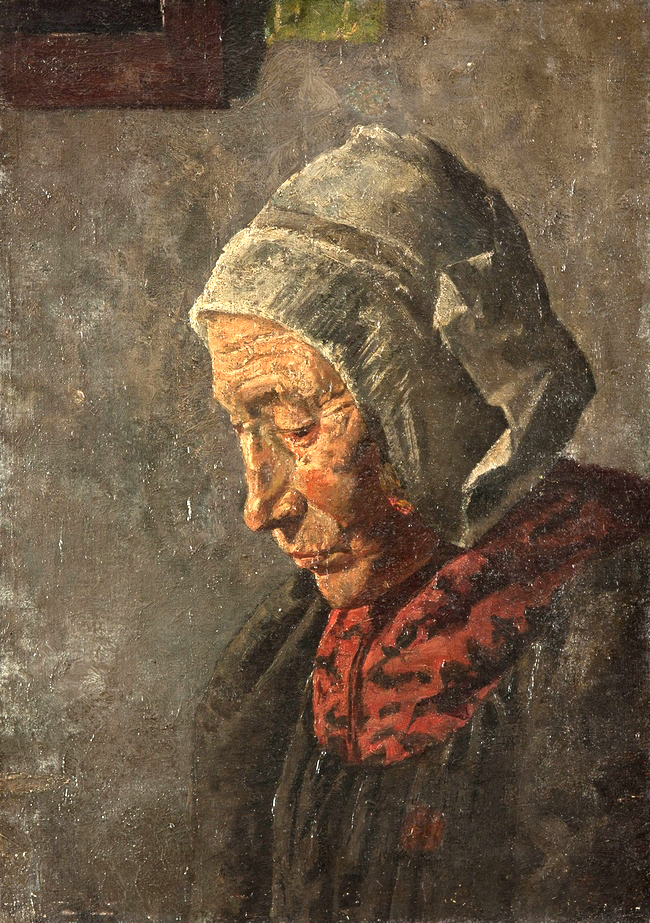
Gooise boerin, Teylers Museum
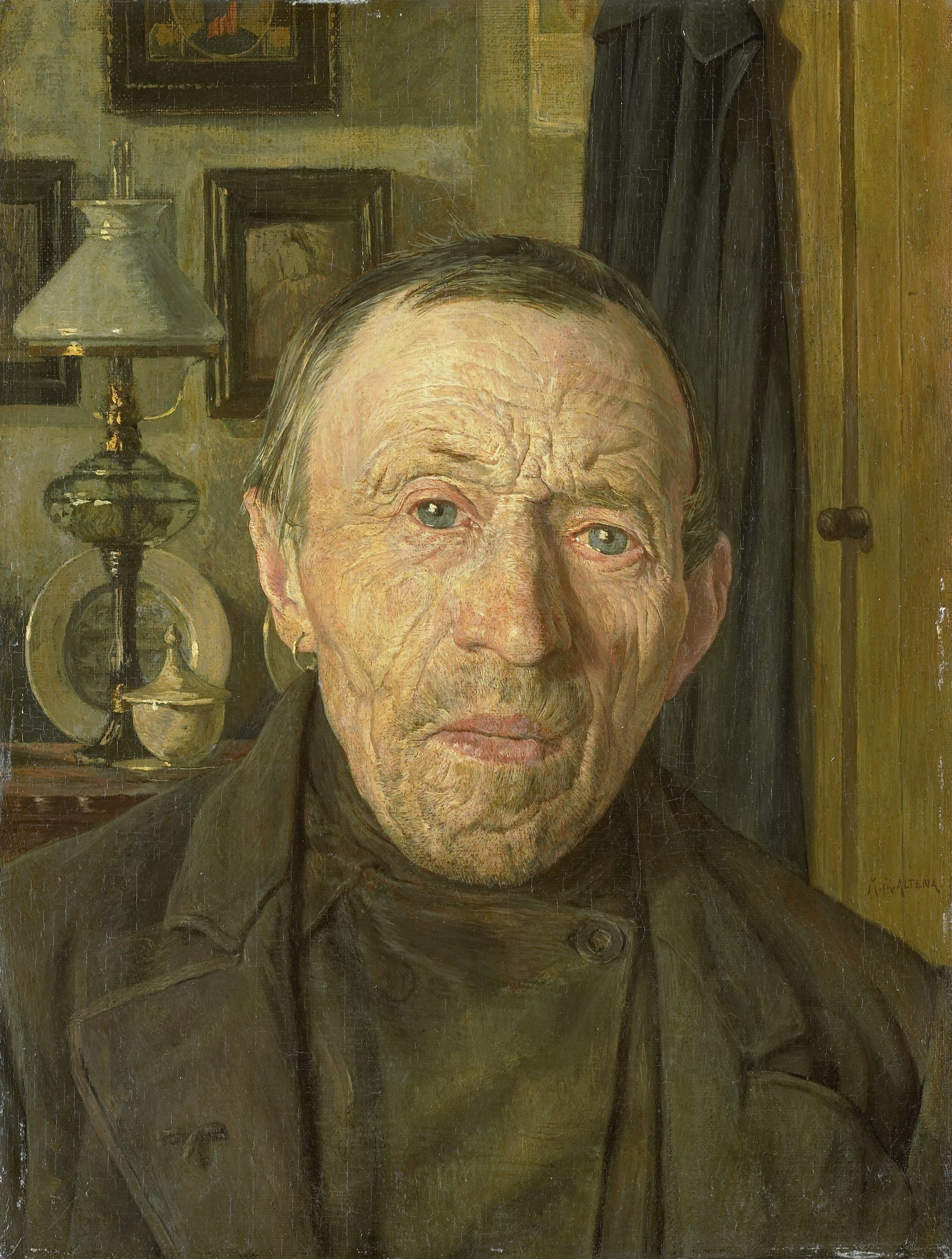
Boer uit Laren (1902), Rijksmuseum Amsterdam

- Biografisch Portaal: 76770577
- International Standard Name Identifier: 0000 0003 9790 4382
- Nederlandse Thesaurus van Auteursnamen: 072321466
- RKD-Nederlands Instituut voor Kunstgeschiedenis: 89847
- Union List of Artist Names: 500165636
- Virtual International Authority File: 66847274
- WorldCat: E39PBJpYrKd4PkMFQPXBTPkxDq